# Cyclosa algerica
Cyclosa algerica är en spindelart som beskrevs av Simon 1885. Cyclosa algerica ingår i släktet Cyclosa och familjen hjulspindlar. Inga underarter finns listade i Catalogue of Life.